# Myrmoxenus adlerzi
Myrmoxenus adlerzi is een mierensoort uit de onderfamilie van de Myrmicinae. De wetenschappelijke naam van de soort is voor het eerst geldig gepubliceerd in 1988 door Douwes, Jessen & Buschinger.